# DEL-Rekorde
Die folgende Aufzählung enthält eine Auswahl an Rekorden der Deutschen Eishockey Liga (DEL) (aktuell PENNY DEL) seit deren Gründung im Jahr 1994.
Hierbei bleibt anzumerken, dass die Teamanzahl in der Liga seit der Gründung zwischen 18 und 14 schwankte, somit auch die Anzahl der ausgetragenen Spiele in einer Saison variierte. Auch wurden die Vorrunden der Spielzeiten 1996/97 und 1997/98 in zwei Phasen ausgetragen, sodass in der zweiten Saisonhälfte nur noch Teams aus einer Tabellenhälfte gegeneinander antraten. Außerdem schwankte die Punktevergabe für Siege und Overtime-Niederlagen im Laufe der Jahre. Alle Statistiken sind auf dem Stand nach der Saison 2022/23.

## Teamrekorde

### Insgesamt
Spielanzahl nach der Hauptrunde, das heißt vor Play-offs oder Play-downs oder Abstiegsrunde. Die unterschiedliche Anzahl bei gleich vielen Spielzeiten kommt wegen der Regelungen der Spielzeiten 1996/97 und 1997/98 zustande. Dabei gab es nach einer Vorrunde mit 30 bzw. 28 Spielen eine Aufteilung der Liga in eine Meisterrunde (6 Mannschaften, Doppelrunde) mit jeweils 20 Spielen und eine Relegationsrunde (Einfachrunde) mit 18 und 16 Spielen. Ein weiterer Grund ist die COVID-19-Pandemie, weshalb in der Saison 2020/21 und 2021/22 nicht alle Spiele ausgetragen werden konnten.
| Platz | Team                    | Spiele | Serien |
| ----- | ----------------------- | ------ | ------ |
| 1.    | Kölner Haie             | 1566   | 52     |
| 2.    | Eisbären Berlin         | 1565   | 56     |
| 3.    | Adler Mannheim          | 1564   | 58     |
| 4.    | Nürnberg Ice Tigers     | 1558   | 33     |
| 5.    | Augsburger Panther      | 1556   | 17     |
| 6.    | Düsseldorfer EG         | 1456   | 33     |
| 7.    | Krefeld Pinguine        | 1452   | 22     |
| 8.    | Iserlohn Roosters       | 1263   | 8      |
| 9.    | ERC Ingolstadt          | 1145   | 33     |
| 10.   | Schwenninger Wild Wings | 1031   | 5      |

| Platz | Team                | Siege | Ø      |
| ----- | ------------------- | ----- | ------ |
| 1.    | Adler Mannheim      | 937   | 59,9 % |
| 2.    | Eisbären Berlin     | 865   | 55,2 % |
| 3.    | Kölner Haie         | 855   | 54,9 % |
| 4.    | Nürnberg Ice Tigers | 797   | 51,2 % |
| 5.    | Düsseldorfer EG     | 759   | 52,1 % |
| 6.    | Krefeld Pinguine    | 695   | 47,9 % |
| 7.    | Augsburger Panther  | 681   | 43,8 % |
| 8.    | ERC Ingolstadt      | 607   | 53 %   |
| 9.    | Iserlohn Roosters   | 540   | 42,8 % |
| 10.   | Grizzlys Wolfsburg  | 484   | 51,6 % |

| Platz | Team                 | Titel |
| ----- | -------------------- | ----- |
| 1.    | Eisbären Berlin      | 11    |
| 2.    | Adler Mannheim       | 7     |
| 3.    | EHC Red Bull München | 4     |
| 4.    | Kölner Haie          | 2     |
| 5.    | München Barons       | 1     |
|       | Düsseldorfer EG      | 1     |
|       | Krefeld Pinguine     | 1     |
|       | Löwen Frankfurt      | 1     |
|       | Hannover Scorpions   | 1     |
|       | ERC Ingolstadt       | 1     |

| Platz | Team                    | Tore |
| ----- | ----------------------- | ---- |
| 1.    | Eisbären Berlin         | 5267 |
| 2.    | Adler Mannheim          | 5046 |
| 3.    | Kölner Haie             | 4996 |
| 4.    | Nürnberg Ice Tigers     | 4810 |
| 5.    | Augsburger Panther      | 4571 |
| 6.    | Krefeld Pinguine        | 4416 |
| 7.    | Düsseldorfer EG         | 4277 |
| 8.    | Iserlohn Roosters       | 3591 |
| 9.    | ERC Ingolstadt          | 3471 |
| 10.   | Schwenninger Wild Wings | 2917 |

### Reguläre Saison
| Platz | Team                 | Punkte | Saison  |
| ----- | -------------------- | ------ | ------- |
| 1.    | Eisbären Berlin      | 123    | 2009/10 |
| 2.    | EHC Red Bull München | 122    | 2022/23 |
| 3.    | München Barons       | 121    | 2001/02 |
| 4.    | Adler Mannheim       | 120    | 2001/02 |
| 5.    | Krefeld Pinguine     | 118    | 2001/02 |
| 6.    | Adler Mannheim       | 116    | 2018/19 |
| 7.    | Adler Mannheim       | 115    | 2000/01 |
|       | Nürnberg Ice Tigers  | 115    | 2007/08 |
| 9.    | Kölner Haie          | 114    | 1999/00 |
| 10.   | Eisbären Berlin      | 113    | 2007/08 |
|       | ERC Ingolstadt       | 113    | 2024/25 |

| Platz | Team                   | Tore | Saison  |
| ----- | ---------------------- | ---- | ------- |
| 1.    | Kölner Haie            | 261  | 1995/96 |
| 2.    | Kölner Haie            | 235  | 1996/97 |
| 3.    | Eisbären Berlin        | 231  | 2007/08 |
| 4.    | Düsseldorfer EG        | 228  | 1995/96 |
|       | BSC Preussen           | 228  | 1994/95 |
| 6.    | EV Landshut            | 222  | 1995/96 |
| 7.    | Preussen Devils Berlin | 219  | 1995/96 |
| 8.    | Kölner Haie            | 217  | 1999/00 |
| 9.    | SERC Wild Wings        | 214  | 1995/96 |
|       | Eisbären Berlin        | 214  | 2008/09 |

## Spielerrekorde

### Karriere

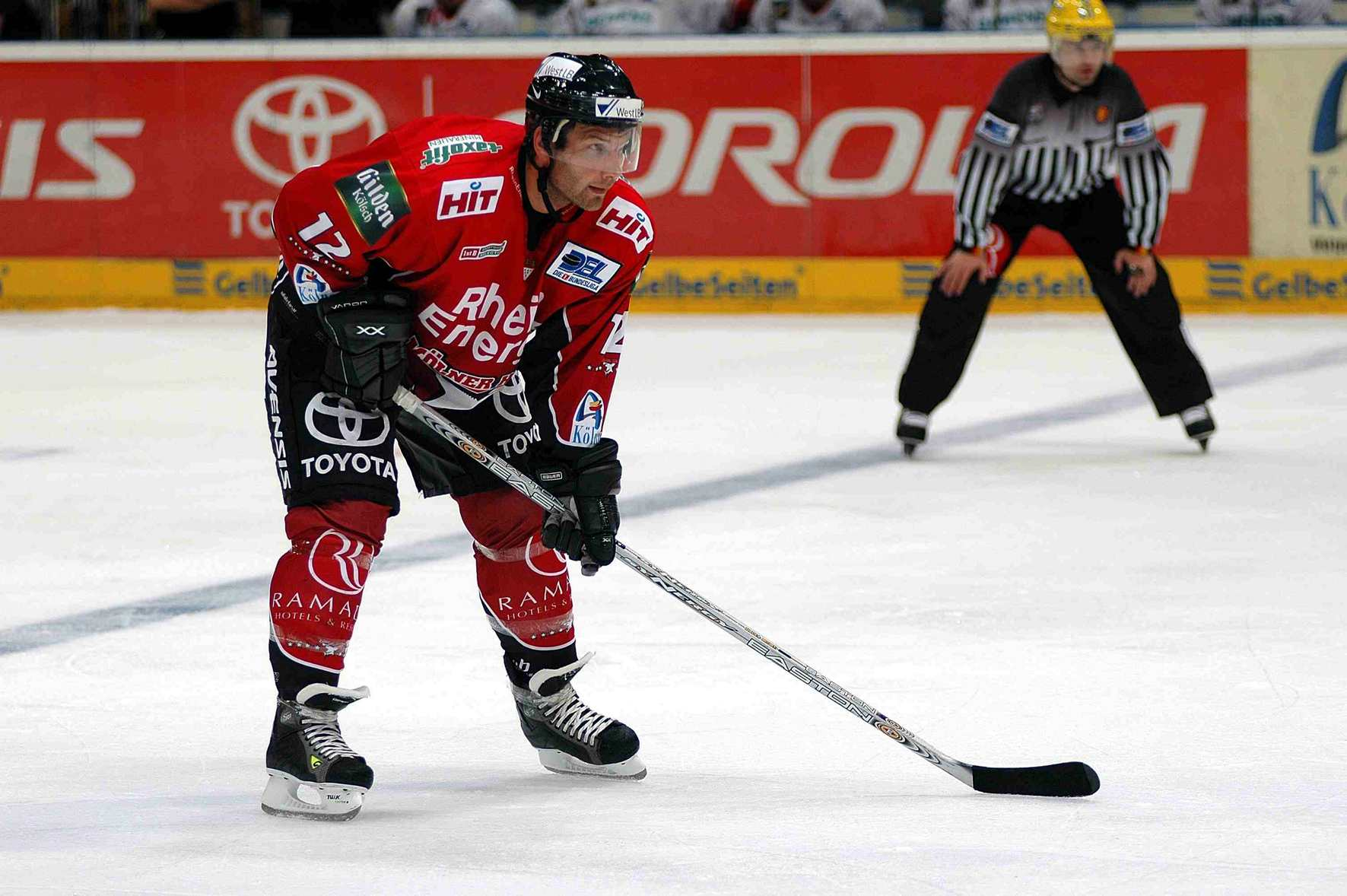
Mirko Lüdemann ist mit 1199 Spielen DEL Rekordspieler

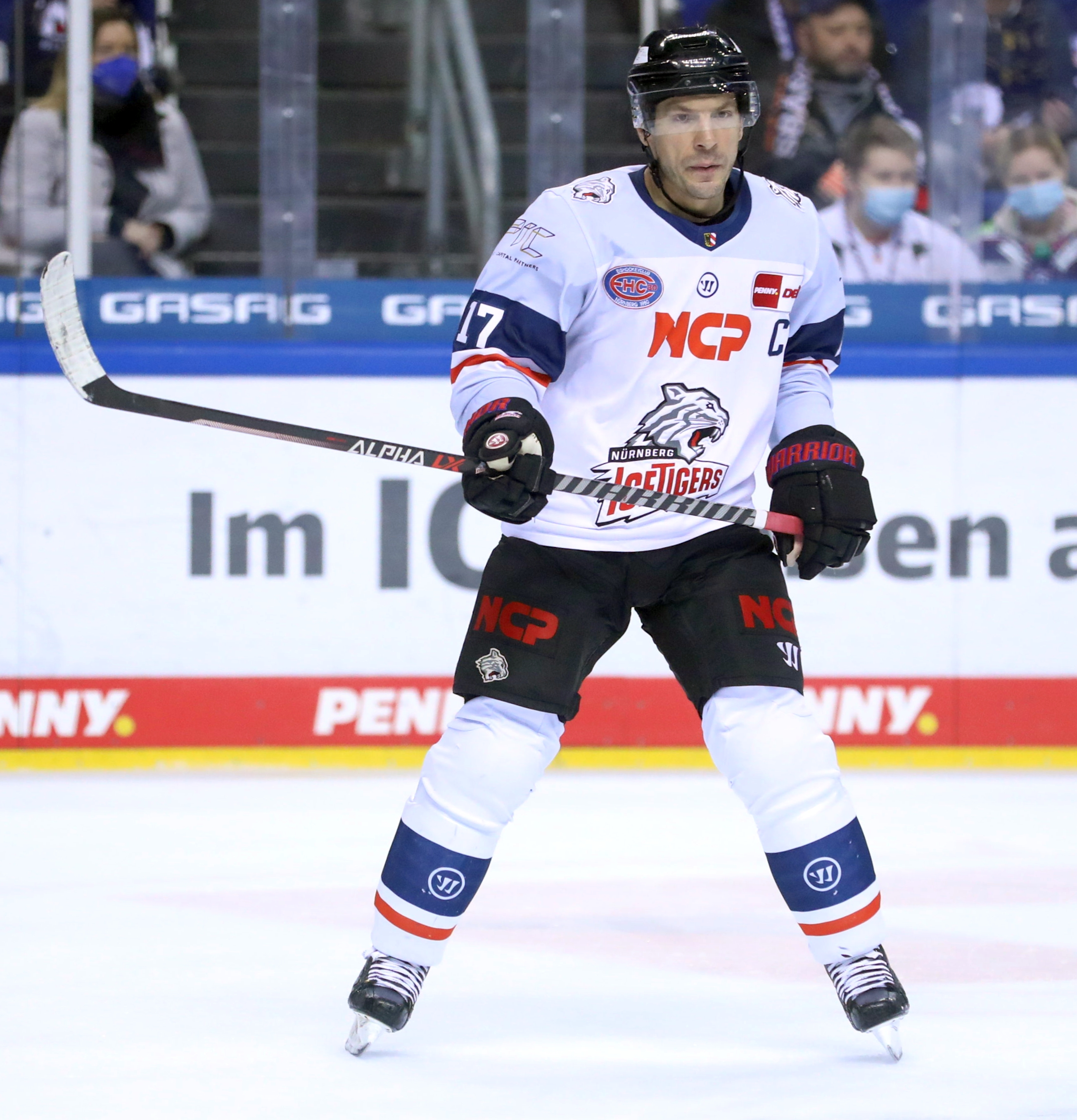
Patrick Reimer hält mit 859 Punkten den DEL Punkterekord

Die Statistiken beziehen sich auf Spiele der regulären Saison und Playoff-Spiele.
| Platz | Spieler            | Spiele |
| ----- | ------------------ | ------ |
| 1.    | Mirko Lüdemann     | 1199   |
| 2.    | Sebastian Furchner | 1119   |
| 3.    | Yannic Seidenberg  | 1092   |
| 4.    | Patrick Reimer     | 1069   |
| 5.    | Daniel Kreutzer    | 1066   |
| 6.    | Moritz Müller      | 1062   |
| 7.    | Philip Gogulla     | 1060   |
| 8.    | Nikolaus Mondt     | 1042   |
| 9.    | Patrick Köppchen   | 1026   |
|       | Frank Hördler      | 1026   |

| Platz | Spieler            | Tore |
| ----- | ------------------ | ---- |
| 1.    | Patrick Reimer     | 394  |
| 2.    | Michael Wolf       | 337  |
| 3.    | Sebastian Furchner | 302  |
| 4.    | Thomas Greilinger  | 285  |
| 5.    | Philip Gogulla     | 271  |
| 6.    | Daniel Kreutzer    | 268  |
| 7.    | Leo Pföderl        | 248  |
| 8.    | Ivan Ciernik       | 247  |
|       | Daniel Pietta      | 247  |
|       | André Rankel       | 247  |

| Platz | Spieler           | Vorlagen |
| ----- | ----------------- | -------- |
| 1.    | Robert Hock       | 537      |
| 2.    | Daniel Pietta     | 539      |
| 3.    | Daniel Kreutzer   | 529      |
| 4.    | Patrick Reimer    | 465      |
| 5.    | Philip Gogulla    | 444      |
| 6.    | Steve Walker      | 379      |
| 7.    | Alexander Barta   | 365      |
| 8.    | Mirko Lüdemann    | 362      |
| 9.    | Thomas Greilinger | 358      |
| 10.   | Rick Girard       | 356      |

| Platz | Spieler            | Punkte |
| ----- | ------------------ | ------ |
| 1.    | Patrick Reimer     | 859    |
| 2.    | Daniel Pietta      | 798    |
| 3.    | Daniel Kreutzer    | 797    |
| 4.    | Robert Hock        | 785    |
| 5.    | Philip Gogulla     | 715    |
| 6.    | Michael Wolf       | 658    |
| 7.    | Thomas Greilinger  | 643    |
| 8.    | Sebastian Furchner | 615    |
| 9.    | Alexander Barta    | 605    |
| 10.   | Steve Walker       | 593    |

| Platz | Spieler             | Minuten |
| ----- | ------------------- | ------- |
| 1.    | Sven Felski         | 1812    |
| 2.    | Daniel Kreutzer     | 1550    |
| 3.    | Tomáš Martinec      | 1542    |
| 4.    | Robert Leask        | 1542    |
| 5.    | Mike Stevens        | 1410    |
| 6.    | David Wolf          | 1403    |
| 7.    | Sascha Goc          | 1293    |
| 8.    | Patrick Hager       | 1209    |
| 9.    | Guy Lehoux          | 1159    |
| 10.   | Aleksander Polaczek | 1131    |

| Platz | Spieler              | Shutouts |
| ----- | -------------------- | -------- |
| 1.    | Dennis Endras        | 51       |
| 2     | Danny aus den Birken | 49       |
| 3.    | Ian Gordon           | 45       |
| 4.    | Jimmy Waite          | 40       |
| 5.    | Felix Brückmann      | 38       |
| 6.    | Mathias Niederberger | 34       |
| 7.    | Boris Rousson        | 33       |
| 7.    | Mike Rosati          | 31       |
| 9.    | Chris Rogles         | 30       |
| 10.   | Jochen Reimer        | 29       |

| Platz | Spieler              | GTS  |
| ----- | -------------------- | ---- |
| 1.    | Felix Brückmann      | 2,22 |
| 2.    | Mathias Niederberger | 2,33 |
| 3.    | Danny aus den Birken | 2,35 |
| 3.    | Chris Rogles         | 2,35 |
| 5.    | Andrei Trefilow      | 2,37 |
| 6.    | Dustin Strahlmeier   | 2,38 |
| 7.    | Gustaf Wesslau       | 2,45 |
| 8.    | Petri Vehanen        | 2,46 |
| 9.    | Petr Bříza           | 2,48 |
| 10.   | Boris Rousson        | 2,49 |
| 10.   | Rob Zepp             | 2,49 |

### Saison
| Topscorer:                | Robert Reichel             | Frankfurt Lions                 | 101 Punkte (Saison 1995/96)                               |
| Meiste Tore:              | Sergei Beresin             | Kölner Haie                     | 49 Tore (Saison 1995/96)                                  |
| Meiste Vorlagen:          | John Chabot Patrick Lebeau | Preussen Devils Frankfurt Lions | 65 Vorlagen (Saison 1995/96) 65 Vorlagen (Saison 2004/05) |
| Meiste Strafminuten:      | Shane Peacock              | Hamburg Freezers                | 265 Strafminuten (Saison 2005/06)                         |
| Meiste Powerplay-Tore:    | Luciano Borsato            | Kölner Haie                     | 19 Tore (Saison 1995/96)                                  |
| Meiste Unterzahl-Tore:    | Bobby Reynolds             | EC Ratingen                     | 7 Tore (Saison 1995/96)                                   |
| Meiste Siegtore:          | Sergei Beresin             | Kölner Haie                     | 13 Tore (Saison 1995/96)                                  |
| Meiste gehaltene Schüsse: | Dennis Endras              | Augsburger Panther              | 2.074 Schüsse (Saison 2009/10)                            |
| Meiste Shutouts:          | Jimmy Waite                | ERC Ingolstadt                  | 10 Shutouts (Saison 2003/04)                              |
| Bester Gegentorschnitt:   | Éric Fichaud               | Krefeld Pinguine                | 1,76 GTS (Saison 2001/02)                                 |
| Tore – Abwehrspieler:     | Sascha Goc                 | Hannover Scorpions              | 24 Tore (Saison 2008/09)                                  |

## Zuschauerrekorde

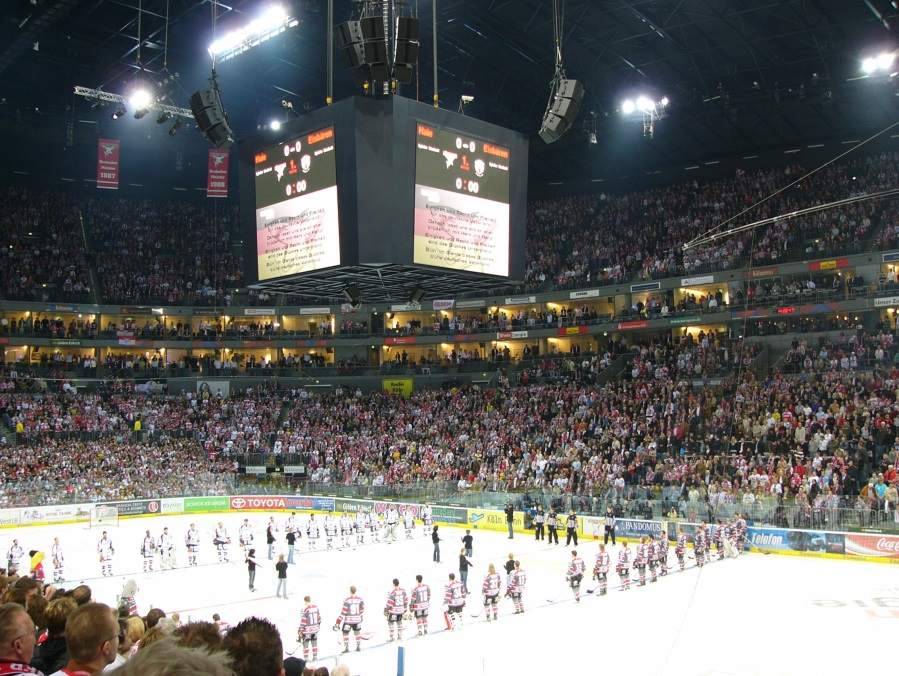
Eine ausverkaufte Kölnarena im Jahr 2008

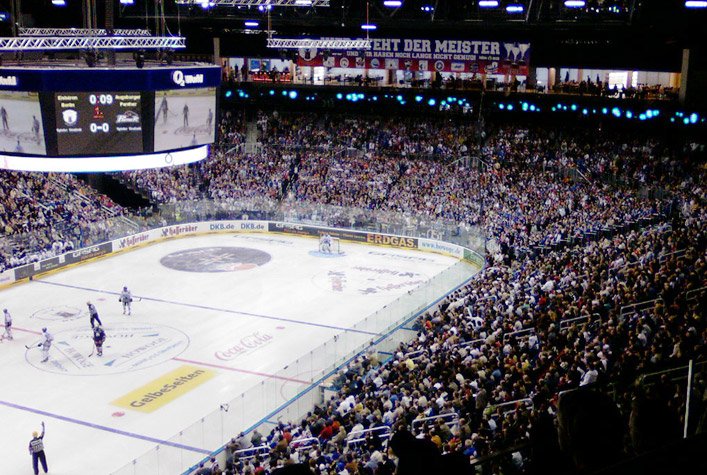
Die Eisbären Berlin halten seit 2012 den Rekord mit dem besten Zuschauerschnitt einer Saison-Hauptrunde

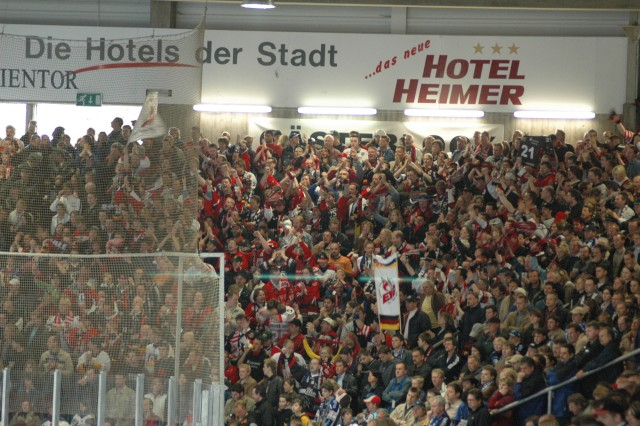
Während ihrer vierjährigen DEL-Zugehörigkeit verzeichneten die Füchse Duisburg in der Saison 2007/08 den schlechtesten Zuschauerschnitt einer Saison-Hauptrunde

| Wenigste Zuschauer in einer Saison             | Wenigste Zuschauer in einer Saison | Wenigste Zuschauer in einer Saison | Wenigste Zuschauer in einer Saison | Wenigste Zuschauer in einer Saison | Wenigste Zuschauer in einer Saison | Wenigste Zuschauer in einer Saison | Wenigste Zuschauer in einer Saison |
| ---------------------------------------------- | ---------------------------------- | ---------------------------------- | ---------------------------------- | ---------------------------------- | ---------------------------------- | ---------------------------------- | ---------------------------------- |
| Saison                                         | Heimspiele                         | Zuschauer gesamt                   | Zuschauerschnitt                   | Mannschaft                         |                                    |                                    |                                    |
| 1995/96                                        | 25                                 | 42.697                             | 1.708                              | ES Weißwasser                      |                                    |                                    |                                    |
| 2007/08                                        | 28                                 | 45.572                             | 1.628                              | Füchse Duisburg                    |                                    |                                    |                                    |
| 1997/98                                        | 22                                 | 46.108                             | 2.096                              | Starbulls Rosenheim                |                                    |                                    |                                    |
| Schlechtester Zuschauerschnitt in einer Saison |                                    |                                    |                                    |                                    |                                    |                                    |                                    |
| Saison                                         | Heimspiele                         | Zuschauer gesamt                   | Zuschauerschnitt                   | Mannschaft                         |                                    |                                    |                                    |
| 2007/08                                        | 28                                 | 45.572                             | 1.628                              | Füchse Duisburg                    |                                    |                                    |                                    |
| 1995/96                                        | 25                                 | 42.697                             | 1.708                              | ES Weißwasser                      |                                    |                                    |                                    |
| 2008/09                                        | 26                                 | 45.592                             | 1.792                              | Füchse Duisburg                    |                                    |                                    |                                    |
| Meiste Zuschauer in einer Saison               |                                    |                                    |                                    |                                    |                                    |                                    |                                    |
| Saison                                         | Heimspiele                         | Zuschauer gesamt                   | Zuschauerschnitt                   | Mannschaft                         |                                    |                                    |                                    |
| 2024/25                                        | 34                                 | 608.237                            | 17.889                             | Kölner Haie                        |                                    |                                    |                                    |
| 2024/25                                        | 34                                 | 475.742                            | 13.992                             | Eisbären Berlin                    |                                    |                                    |                                    |
| 2007/08                                        | 36                                 | 471.514                            | 13.098                             | Kölner Haie                        |                                    |                                    |                                    |
| Bester Zuschauerschnitt in einer Saison        |                                    |                                    |                                    |                                    |                                    |                                    |                                    |
| Saison                                         | Heimspiele                         | Zuschauer gesamt                   | Zuschauerschnitt                   | Mannschaft                         |                                    |                                    |                                    |
| 2024/25                                        | 34                                 | 608.237                            | 17.889                             | Kölner Haie                        |                                    |                                    |                                    |
| 2023/24                                        | 28                                 | 471.157                            | 16.827                             | Kölner Haie                        |                                    |                                    |                                    |
| 2011/12                                        | 33                                 | 465.000                            | 14.091                             | Eisbären Berlin                    |                                    |                                    |                                    |

## Sonstige Rekorde
| Schnellste zwei Tore in Folge:                           | Iserlohn Roosters       | Zwei Tore innerhalb von 4 Sekunden gegen den ERC Ingolstadt am 23. März 2015. |
| Schnellste drei Tore in Folge:                           | Kölner Haie             | Drei Tore innerhalb von 21 Sekunden gegen die Adler Mannheim am 18. Januar 1998 |
| Schnellste vier Tore in Folge:                           | Iserlohn Roosters       | Vier Tore innerhalb von 91 Sekunden gegen die Augsburger Panther am 18. November 2005 |
| Durchschnittliche Punkte pro Spiel:                      | Adler Mannheim          | 2,289 Punkte pro Spiel in der Saison 2020/21 |
| Meiste Tabellenführungen in einer Saison:                | Eisbären Berlin         | 44 von insgesamt 52 Spieltagen lang Tabellenführer in der Saison 2002/03 |
| Schnellstes Tor:                                         | André Faust             | Nach 5 Sekunden am 11. September 1998 beim 3:4 der Augsburger Panther gegen die Nürnberg Ice Tigers. |
| Schnellstes Tor:                                         | Matthias Plachta        | Nach 5 Sekunden am 22. April 2019 in Spiel 3 der Finalserie gegen den EHC Red Bull München. |
| Schnellstes Tor nach Drittelbeginn:                      | Maury Edwards           | Nach 4 Sekunden im zweiten Drittel beim 3:0 des ERC Ingolstadt gegen die Thomas Sabo Ice Tigers am 6. Januar 2019 |
| Meiste Punkte in einem Spiel:                            | Herberts Vasiļjevs      | Vier Tore und vier Vorlagen gegen die Frankfurt Lions am 15. Dezember 2006 |
| Schnellster Doppelpack:                                  | Richard Žemlička        | Schnellster Doppelpack während des 4:3 des EC Ratingen gegen die Eisbären Berlin am 30. Oktober 1994 |
| Meiste Spiele in Folge mit mindestens einem Scorerpunkt: | Ty Ronning              | 28 Spiele in der Saison 2024/25, von Spieltag 39 bis zum Playoff-Finale Spiel 5 |
| Schnellster Hattrick:                                    | Petr Kopta              | Schnellster Hattrick während des 2:8 der Eisbären Berlin gegen die Schwenninger Wild Wings am 9. Oktober 1994 |
| Ältester Spieler:                                        | Karel Lang              | Im Alter von 48 Jahren am 2. März 2007 vom EV Duisburg gegen die Straubing Tigers eingesetzt |
| Jüngster Torhüter mit einem Shutout:                     | Philipp Dietl           | Im Alter von 17 Jahren, 7 Monaten und 13 Tagen am 15. Februar 2022 von den Straubing Tigers gegen den EHC Red Bull München eingesetzt |
| Meiste Tore in einem Spiel:                              | 19 Tore                 | Das Spiel Iserlohn Roosters gegen die Nürnberg Ice Tigers am 9. September 2007 endete 9:10 |
| Meiste Tore in einem Spiel pro Team:                     | 15 Tore                 | Das Spiel Frankfurt Lions gegen den ESV Kaufbeuren am 24. Oktober 1997 endete 15:3 |
| Längste Siegesserie:                                     | 15 Spiele               | Die Adler Mannheim gewannen zwischen dem 27. November 2001 und dem 18. Januar 2002 15 Spiele in Folge |
| Längste Niederlagenserie:                                | 18 Spiele               | Die Schwenninger Wild Wings verloren zwischen dem 3. Januar 2003 und dem 9. März 2003 18 Spiele in Folge |
| Längstes Spiel:                                          | 168 Minuten 16 Sekunden | Das Play-off-Spiel der Kölner Haie gegen die Adler Mannheim am 23. März 2008 dauerte 168 Minuten und 16 Sekunden (siehe Spieldauerrekorde). |
| Längstes Penalty-Schießen:                               | 42 Penalties            | Das Vorrundenspiel des EHC München gegen die Straubing Tigers am 21. November 2010 wurde im Shoot-Out erst nach insgesamt 42 Penalty-Schüssen mit 4:5 für die Straubing Tigers entschieden. Dies gilt auch als offizieller IIHF-Rekord in einem oberklassigen Eishockeyspiel (top-level hockey game). |
| Meiste Strafminuten:                                     | 336 Strafminuten        | Am 21. September 1997 vergaben die Schiedsrichter beim Spiel zwischen den Frankfurt Lions und den Nürnberg Ice Tigers 331 Strafminuten. Am 10. März 1998 wurden beim Spiel Schwenningen gegen Nürnberg der noch junge Rekord mit 336 Strafminuten um fünf Minuten überboten.                          |
| Zuschauerrekord (Hauptrunde):                            | Saison 2024/25          | Insgesamt 2.832.364 Zuschauer nach der Hauptrunde, das heißt 7.781 pro Spiel |
| Zuschauerrekord (Hauptrunde + Playoffs):                 | Saison 2024/25          | Insgesamt 3.291.497 Zuschauer (2.832.364 in der Hauptrunde, 459.133 in den Playoffs), das heißt 8.087 Zuschauer (7.781 in der Hauptrunde, 10.678 in den Playoffs) pro Spiel |

## Spieldauerrekorde
- Das längste DEL-Spiel wurde am 22./23. März 2008 zwischen den Kölner Haien und den Adler Mannheim ausgetragen. Die Kölner Haie gewannen das Spiel in der 6. Verlängerung nach 168:16 Minuten mit 5:4. Es ist damit das drittlängste Spiel im Profi-Eishockey. Das entscheidende Tor für die Kölner Haie schoss Philip Gogulla. Das längste Spiel fand am 12./13. März 2017 zwischen den norwegischen Eishockey-Teams Storhamar Dragons und Sparta Warriors statt und dauerte 217 Minuten und 13 Sekunden. Das Spiel endete in der Nacht auf den 13. März um 2:33 Uhr.
- Das zweitlängste DEL-Spiel wurde am 20. März 2008 zwischen den Iserlohn Roosters und den Frankfurt Lions ausgetragen. Das Viertelfinal-Spiel dauerte insgesamt 117:47 Minuten. Torschütze zum 3:2 war Michael Wolf.
- Das bis dato drittlängste DEL-Spiel wurde am 3. April 2024 zwischen den Straubing Tigers und den Eisbären Berlin ausgetragen. Die Eisbären Berlin gewannen das Spiel in der 3. Verlängerung nach 110:40 Minuten durch ein Tor von Lean Bergmann. Es war die zweite Begegnung des Halbfinals der Playoffs 2024.
- Möglich wurden diese Rekorde durch die Entscheidung der DEL, ab der Saison 07/08 kein Play-off-Spiel im Penaltyschießen zu entscheiden, sondern alle Spiele im Sudden Death zu beenden.
- Im Aufeinandertreffen des EHC München gegen die Straubing Tigers, wurde am 21. November 2010 ein Weltrekord im Penalty-Schießen aufgestellt. Beide Mannschaften mussten je 21 Mal antreten, ehe die Straubing Tigers das Stadion als Sieger verlassen konnten.

Eine Liste mit den längsten DEL-Spielen ist hier einzusehen: Overtime